# Albert Kelly

a Compétitions nationales et continentales officielles uniquement.

Albert Kelly, né le 21 mars 1991 à Macksville (Australie), est un joueur de rugby à XIII australien évoluant au poste de demi de mêlée, de demi d'ouverture ou d'arrière dans les années 2000 et 2010. Il fait ses débuts en National Rugby League avec les Sharks de Cronulla-Sutherland lors de la saison 2010 puis rejoint les Titans de Gold Coast de 2015 à 2016. En 2011, il part en Angleterre pour Hull KR avec lequel il atteint la finale de Challenge Cup en 2015 (perdue contre les Rhinos de Leeds) puis rejoint l'autre club de la ville d'Hull, le Hull FC, avec lequel il remporte la Challenge Cup en 2017.

## Palmarès
- Collectif :
  - Vainqueur de la Challenge Cup : 2017 (Hull FC).
  - Finaliste de la Challenge Cup : 2015 (Hull KR).